# Меннінг (Альберта)
Меннінг (англ. Manning) — містечко в Канаді, у провінції Альберта, у складі муніципального району Нортерн-Лайтс.

## Населення
За даними перепису 2016 року, містечко нараховувало 1183 особи, показавши зростання на 1,6%, порівняно з 2011-м роком. Середня густина населення становила 291,9 осіб/км².
З офіційних мов обидвома одночасно володіли 20 жителів, тільки англійською — 1 145, а 5 — жодною з них. Усього 165 осіб вважали рідною мовою не одну з офіційних, з них 5 — одну з корінних мов, а 15 — українську.
Працездатне населення становило 585 осіб (67,6% усього населення), рівень безробіття — 10,3% (13,6% серед чоловіків та 5,8% серед жінок). 84,6% осіб були найманими працівниками, а 12,8% — самозайнятими.
Середній дохід на особу становив $51 770 (медіана $40 064), при цьому для чоловіків — $58 087, а для жінок $45 193 (медіани — $58 752 та $29 120 відповідно).
17,9% мешканців мали закінчену шкільну освіту, не мали закінченої шкільної освіти — 34,1%, 48% мали післяшкільну освіту, з яких 25,3% мали диплом бакалавра, або вищий.
| Статево-вікова структура населення | Статево-вікова структура населення | Статево-вікова структура населення | Статево-вікова структура населення | Статево-вікова структура населення |
| ---------------------------------- | ---------------------------------- | ---------------------------------- | ---------------------------------- | ---------------------------------- |
|                                    |                                    |                                    |                                    |                                    |
| Всього                             | Всього                             | 49,2%50,8%                         |                                    |                                    |
| 0 — 14 років                       | 0 — 14 років                       |                                    | 19,7%                              | 19,7%                              |
| 15 — 64 років                      | 15 — 64 років                      |                                    | 61,1%                              | 61,1%                              |
| 65 і більше                        | 65 і більше                        |                                    | 19,2%                              | 19,2%                              |
| 85 і більше                        | 85 і більше                        |                                    | 3%                                 | 3%                                 |
| Середній вік (років)               | Середній вік (років)               | 38,641,0                           | 39,8                               | 39,8                               |
| Медіана (років)                    | Медіана (років)                    | 36,239,3                           | 37,7                               | 37,7                               |
| — чоловіки — жінки                 |                                    |                                    |                                    |                                    |

| Походження мешканців:     | Походження мешканців:     | Походження мешканців: | Походження мешканців: | Походження мешканців: |
| ------------------------- | ------------------------- | --------------------- | --------------------- | --------------------- |
| Походження                |                           |                       | осіб                  | %                     |
| Корінні американці        | Корінні американці        |                       | 150                   | 12.68%                |
| Інше північноамериканське | Інше північноамериканське |                       | 380                   | 32.12%                |
| Європейське               | Європейське               |                       | 665                   | 56.21%                |
| британське                | британське                |                       | 360                   | 30.43%                |
| французьке                | французьке                |                       | 105                   | 8.88%                 |
| українське                | українське                |                       | 95                    | 8.03%                 |
| Латинськоамериканське     | Латинськоамериканське     |                       | 30                    | 2.54%                 |
| Азійське                  | Азійське                  |                       | 210                   | 17.75%                |
| Океанійське               | Океанійське               |                       | 10                    | 0.85%                 |

| Зайнятість населення за галузями (за класифікацією NOC): | Зайнятість населення за галузями (за класифікацією NOC): | Зайнятість населення за галузями (за класифікацією NOC): | Зайнятість населення за галузями (за класифікацією NOC): | Зайнятість населення за галузями (за класифікацією NOC): |
| -------------------------------------------------------- | -------------------------------------------------------- | -------------------------------------------------------- | -------------------------------------------------------- | -------------------------------------------------------- |
|                                                          |                                                          |                                                          |                                                          |                                                          |
| Управління                                               | Управління                                               |                                                          | 10,5%                                                    | 10,5%                                                    |
| Бізнес, фінанси та адміністрування                       | Бізнес, фінанси та адміністрування                       |                                                          | 12,3%                                                    | 12,3%                                                    |
| Природничі та прикладні науки                            | Природничі та прикладні науки                            |                                                          | 2,6%                                                     | 2,6%                                                     |
| Охорона здоров'я                                         | Охорона здоров'я                                         |                                                          | 6,1%                                                     | 6,1%                                                     |
| Освіта, правозахист, муніципальні та урядові служби      | Освіта, правозахист, муніципальні та урядові служби      |                                                          | 10,5%                                                    | 10,5%                                                    |
| Мистецтво, культура, відпочинок та спорт                 | Мистецтво, культура, відпочинок та спорт                 |                                                          | 1,8%                                                     | 1,8%                                                     |
| Роздрібна торгівля та послуги                            | Роздрібна торгівля та послуги                            |                                                          | 22,8%                                                    | 22,8%                                                    |
| Гуртова торгівля, транспорт та обладнання                | Гуртова торгівля, транспорт та обладнання                |                                                          | 15,8%                                                    | 15,8%                                                    |
| Природні ресурси, сільське господарство                  | Природні ресурси, сільське господарство                  |                                                          | 8,8%                                                     | 8,8%                                                     |
| Виробництво                                              | Виробництво                                              |                                                          | 10,5%                                                    | 10,5%                                                    |

## Клімат
Середня річна температура становить 0,6°C, середня максимальна – 21,5°C, а середня мінімальна – -24,6°C. Середня річна кількість опадів – 467 мм.
| Клімат поселення                              | Клімат поселення | Клімат поселення | Клімат поселення | Клімат поселення | Клімат поселення | Клімат поселення | Клімат поселення | Клімат поселення | Клімат поселення | Клімат поселення | Клімат поселення | Клімат поселення | Клімат поселення |
| Показник                                      | Січ.             | Лют.             | Бер.             | Квіт.            | Трав.            | Черв.            | Лип.             | Серп.            | Вер.             | Жовт.            | Лист.            | Груд.            |                  |
| Середній максимум, °C                         | −10,7            | −7,52            | −1,01            | 9,81             | 16,78            | 21,17            | 21,54            | 20,31            | 15,01            | 8,74             | −3,13            | −10,17           |                  |
| Середня температура, °C                       | −17,63           | −14,45           | −7,94            | 2,89             | 9,85             | 14,25            | 16,18            | 14,93            | 9,65             | 3,40             | −8,5             | −15,55           |                  |
| Середній мінімум, °C                          | −24,56           | −21,39           | −14,87           | −4,06            | 2,91             | 7,32             | 10,81            | 9,58             | 4,28             | −1,98            | −13,86           | −20,91           |                  |
| Норма опадів, мм                              | 35               | 24               | 26               | 19               | 40               | 64               | 81               | 50               | 36               | 24               | 41               | 27               |                  |
| Середньомісячна швидкість вітру, м/с          | 3.80             | 3.90             | 3.80             | 4.00             | 4.00             | 3.90             | 3.20             | 3.30             | 3.80             | 4.20             | 3.70             | 3.80             |                  |
| Середньомісячна сонячна радіація, кДж/м²·день | 2311             | 5387             | 10935            | 16628            | 20059            | 21736            | 21048            | 17058            | 11017            | 5885             | 2666             | 1525             |                  |
| --------------------------------------------- | ---------------- | ---------------- | ---------------- | ---------------- | ---------------- | ---------------- | ---------------- | ---------------- | ---------------- | ---------------- | ---------------- | ---------------- | ---------------- |
| Джерело:                                      |                  |                  |                  |                  |                  |                  |                  |                  |                  |                  |                  |                  |                  |